# Ludvík Schneiderka

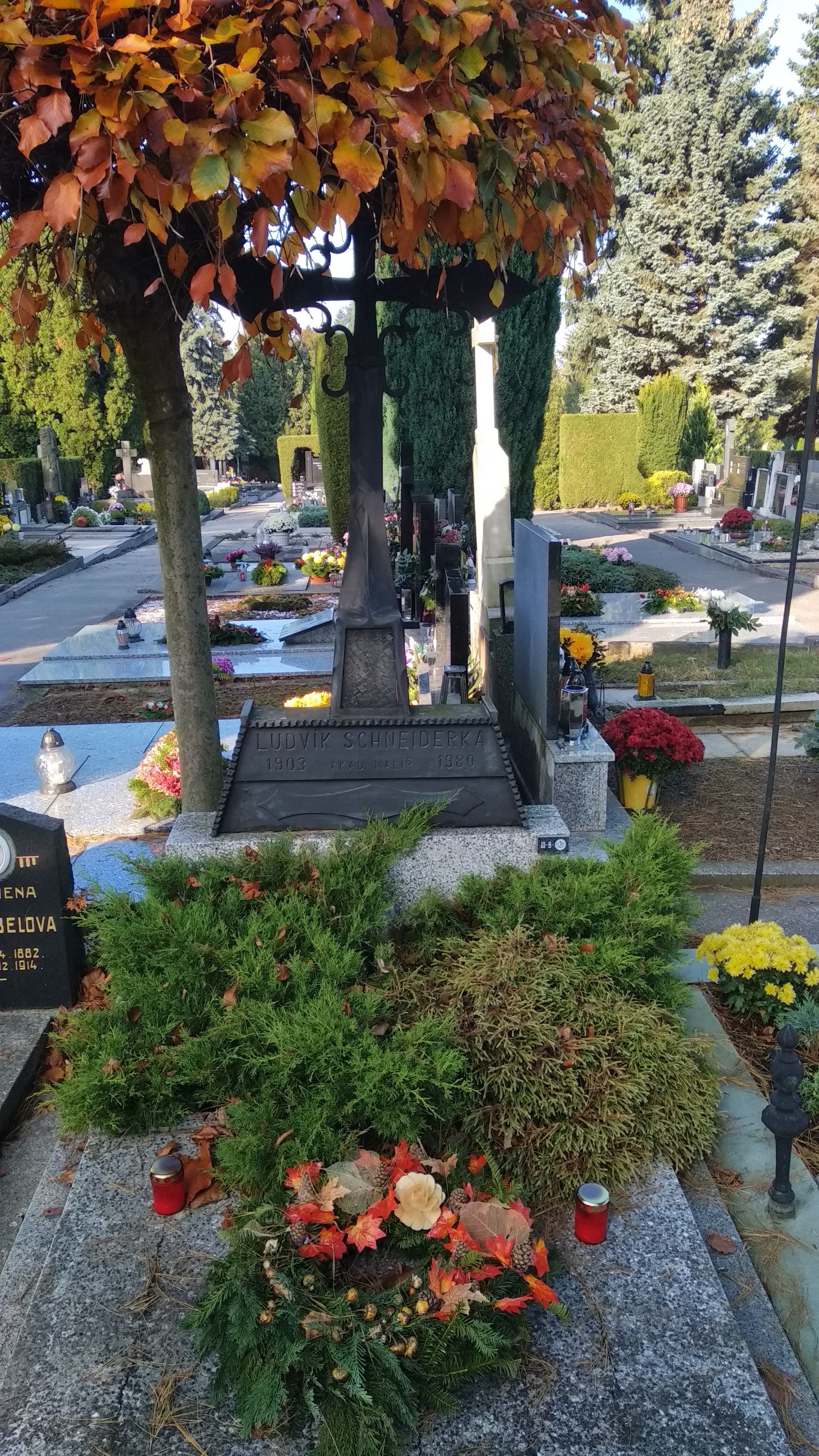
Hrob malíře Ludvíka Schneiderky na hřbitově v Bystřici pod Hostýnem

Ludvík Schneiderka, křtěný Ludvík František (9. ledna 1903 Křivé - 12. listopadu 1980 Praha), byl český akademický malíř, portrétista.

## Život
Ludvík Schneiderka se narodil poblíž Valašského Meziříčí ve vesničce Křivé v chudé rodině zámečníka Jana Schneiderky a jeho ženy Anny rodem Nasvatbové. Vyrůstal společně s třemi bratry, z nichž nejmladší zemřel v dětském věku. Stejně jako jeho starší bratři, Alois a Josef, projevoval od mládí výtvarné nadání.
Rodina žila v letech 1912-1915 ve Vídni, kam odešel otec rodiny za prací. Zde navštěvoval nejprve českou školu, poté pokračoval na gymnáziu s německým vyučovacím jazykem. V roce 1920 se rodina vrátila zpět do Holešova, avšak Ludvík studoval dál ve Vídni malbu, nejprve soukromě u profesora Aleksandra Sochaczewského a poté se školil jako řádný student na vídeňské malířské akademii. V roce 1922 získal Ludvík Schneiderka roční stipendium italské vlády, tzv. "Římskou cenu", a odjel na rok do Itálie, kde studoval v Římě na Královské akademii krásného umění v atelieru profesora Guiseppe Mentesiho.
V roce 1923 po nástupu fašismu v Itálii se vrátil do Prahy, kde v letech 1924-1926 studoval na Malířské akademii u prof. Vojtěcha Hynaise. Po zdárném ukončení akademického vzdělání absolvoval studijní cesty po Francii, Itálii, Holandsku, kde studoval nizozemské mistry a zavítal i do Belgie, Španělska a do tehdejší Jugoslávie.
Na počátku měsíce listopadu roku 1935 se na Svatém Hostýně oženil s Marií Horákovou a později se jim narodil jediný syn. Později se do Holešova, kde bydlel v dětství s rodiči a odkud pocházela také jeho manželka Marie, často vracel.
V roce 1937 si manželé nechali postavit na Rusavě chatu, která plnila funkci obytného stavení i malířského atelieru. S rodinou, manželkou a synem, žili rovněž i v Praze, kde portrétoval známé osobnosti (např. gen. Svoboda, spisovatel Troska, podnikatelé, osobnosti vědy, kultury, společenského života aj.). V roce 1978 si Schneiderkovi koupili rodinný dům v Bystřici pod Hostýnema ve stejném roce byl Ludvík Schneiderk jmenován čestným občanem obce Rusavy.
Zemřel v Praze 12. listopadu 1980, pochován byl na hřbitově v Bystřici pod Hostýnem.
Zabýval se figurální malbou a vystavoval samostatně i s bratry Aloisem Schneiderkou a Josefem Schneiderkou. Velkým inspiračním zdrojem mu byla Rusava a Hostýnské vrchy a také historická Praha. Byl členem uměleckých spolků, Aleš, Blok a Sdružení výtvarných umělců moravských.

## Výstavy (výběr)

### Autorské
- 1947 Ludvík Schneiderka: Obrazy, Rubešova galerie, Praha 2
- 1968 Ludvík Schneiderka: Obrazy, Galerie Týdny v ateliéru, Praha
- 1973 Ludvík Schneiderka: Obrazy, Sdružený závodní klub ROH, Holešov
- 1976 Ludvík Schneiderka: Obrazy, Sdružený závodní klub ROH, Holešov

### Kolektivní
- 1967 1. pražský salon, Bruselský pavilon, Praha
- 1969 2. pražský salón obrazů, soch a grafik, Dům U Hybernů, Praha